# Excubitores
Excubitores ou Excúbitos (em grego: ἐξκουβίτορες ou ἐξκούβιτοι; romaniz.: Exkoubítores ou Exkoúbitoi; em latim: Excubitores ou Excubiti; literalmente: "aqueles fora da cama", ou seja, "sentinelas") foram uma unidade de guardas imperiais dos imperadores bizantinos fundada cerca de 460 por Leão I, o Trácio (r. 457–474). Originalmente criada como meio de contrabalancear a influência do efetivo germânico do exército bizantino, bem como do oficial Áspar, com o tempo seus comandantes adquiriram grande influência e alguns chegaram a ser imperadores no século VI.
Os excubitores desapareceram dos registros no final do século VII, mas em meados do século VIII foram convertidos numa das tagmas de Constantino V Coprônimo (r. 741–775), ou seja, numa das unidades militares de elite que formavam o núcleo profissional do exército bizantino, deixando de ser uma unidade de guarda. Pelo século IX, o comandante dos excubitores Miguel II, o Amoriano (r. 820–829) tornou-se imperador e pelo século X, Romano II (r. 959–963) dividiu o regimento em dois. Os últimos excubitores são atestados no ano 1081.
A composição original dos excubitores atualmente é desconhecida, sendo possível determinar apenas que eram uma unidade de cavalaria que contava com oficiais chamados escrivães, porém de função incerta. Durante os primeiros séculos de sua existência, seu comandante era um conde, que seria substituído no século VIII pelo doméstico. Como tagma, sua estrutura seguiu os padrões dos demais regimentos de elite, sendo divididos em pelo menos 18 bandos, cada qual comandado por um escrivão, que por sua vez eram subdivididos em unidades menores chefiadas pelo draconário. Seu tamanho e de suas subdivisões é incerto, com os autores variadamente estipulando valores.

## História

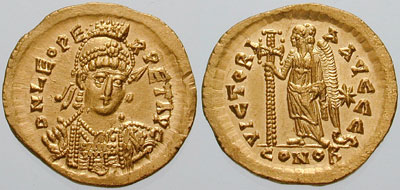
Soldo de r.

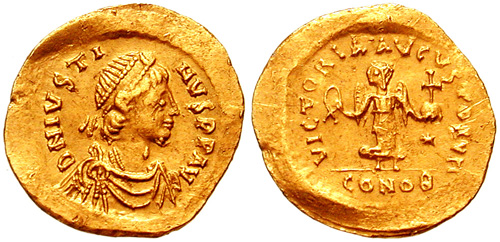
Tremisse de r.

Os excubitores foram fundados na Antiguidade Tardia pelo imperador Leão I, o Trácio (r. 457–474) cerca do ano 460 e incluíam 300 homens, muitos deles recrutados entre os guerreiros isauros, como parte da estratégia de Leão de contrabalançar a influência militar do mestre dos soldados (magister militum) Áspar e da grande influência germânica (ostrogótica) no exército bizantino. Ao contrário dos regimentos palacianos mais antigos, as escolas palatinas, que estavam sob o controle do mestre dos ofícios e que acabariam por se degenerar em formações com funções essencialmente protocolares, os excubitores permaneceram por muito tempo como uma força de combate. Ao contrário das escolas que guarneciam toda a Trácia e Bitínia, os excubitores foram alojados no próprio palácio imperial e formaram praticamente a única guarnição de Constantinopla no século VI. Seu status elevado é ainda ilustrado pelo fato de que tanto oficiais como excubitores ordinários foram muitas vezes enviados para missões especiais, incluindo diplomáticas.
A unidade era comandada pelo conde dos excubitores (em latim: comes excubitorum; em grego: κόμης τῶν ἐξκουβίτων/ἐξκουβιτόρων; romaniz.: komēs tōn exkoubitōn/exkoubitorōn) que, em virtude de sua proximidade com o imperador, tornou-se um oficial de grande importância nos séculos VI e VII. Este posto, do qual há registos até cerca de 680, foi geralmente ocupado por membros próximos à família imperial, muitas vezes herdeiros aparentes. Foi o apoio dos excubitores que garantiu a Justino I (r. 518–527), comandante da unidade na época da morte de Anastácio I Dicoro (r. 491–518), sua elevação ao trono. Da mesma forma, Justino II (r. 568–578) contou com o apoio dos excubitores para a sua ascensão incontestada ao trono imperial; o conde deles, Tibério, era amigo íntimo do imperador que tinha sido nomeado para o posto através dele. Tibério foi o braço direito do imperador durante seu reinado, e depois o sucedeu como Tibério II (r. 578–582).

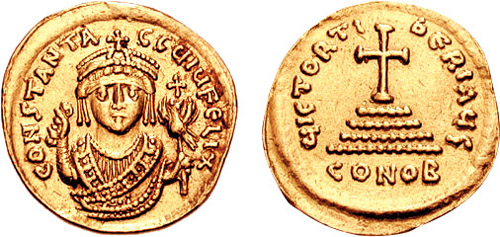
Soldo de r.

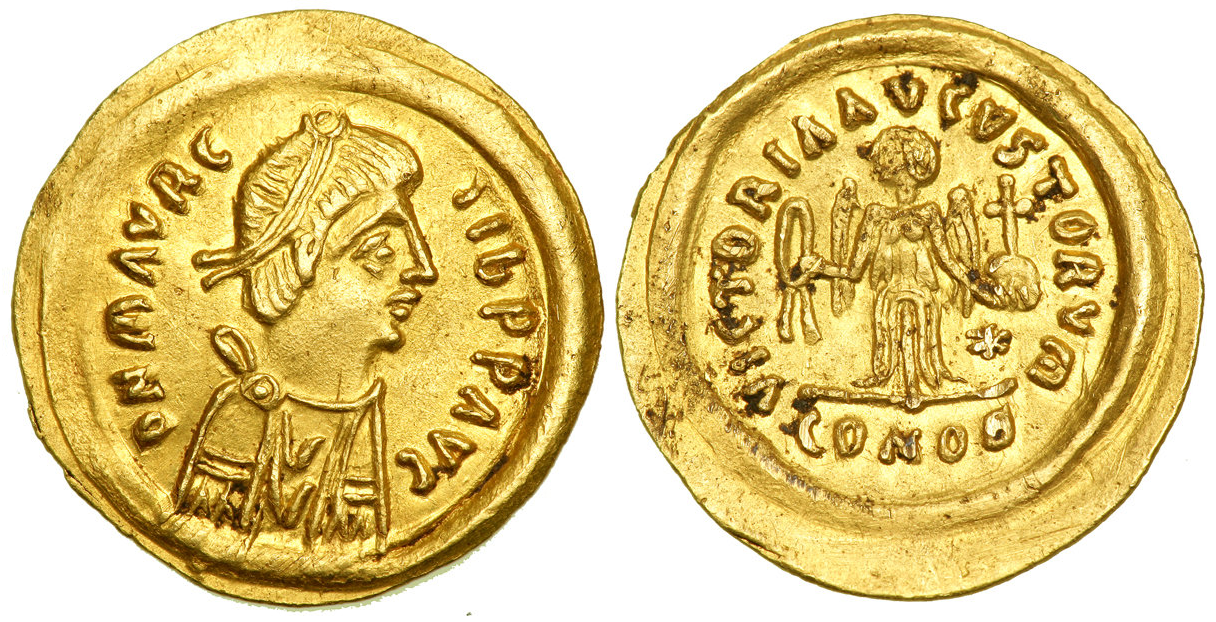
Tremisse de Maurício r.

Tibério também seria sucedido por seu próprio conde dos excubitores, Maurício (r. 578–582). Durante o reinado de Maurício, o cargo foi ocupado por seu cunhado Filípico, e durante o reinado de Focas (r. 602–610) por Prisco. Outro poderoso ocupante foi Valentino, que assegurou-o durante as lutas pelo poder que acompanharam a regência da imperatriz-viúva Martina (r. 613–641) em 641, antes de sua deposição e de seu filho Heraclonas (r. 641) e a instalação de Constante II (r. 641–668) como imperador. Valentino dominou o novo regime, mas sua tentativa de tornar-se imperador em 644 terminou como ele sendo executado pela multidão. O poder associado ao posto, e as intrigas de homens como Prisco e, no começo da década de 640, do usurpador Valentino condenaram o posto a emasculação, ou seja, apenas aos eunucos, e ao seu desaparecimento das fontes durante a última metade do século VII.
Depois de um lapso entre o final do século VII e a primeira metade do século VIII, os excubitores reapareceram em fontes históricas sob um novo comandante, o doméstico dos excubitores (em grego: δομέστικος τῶν ἐξκουβίτων/ἐξκουβιτόρων; romaniz.: domestikos tōn exkoubitōn/exkoubitorōn; em latim: domesticus) e nova função, como um dos tagmas imperiais, uma das unidades de elite do exército imperial, criadas por Constantino V Coprônimo (r. 741–775). Como um dos tagmas, os excubitores não eram mais uma guarda palaciana, mas uma unidade envolvida ativamente em campanhas militares. Os tagmas também serviram, ao mesmo tempo, como um contrapeso aos exércitos dos temas e eram uma poderosa ferramenta na implementação das políticas iconoclastas de Constantino V.

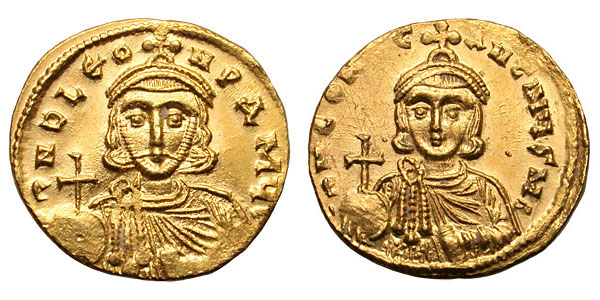
Soldo de r. e r.

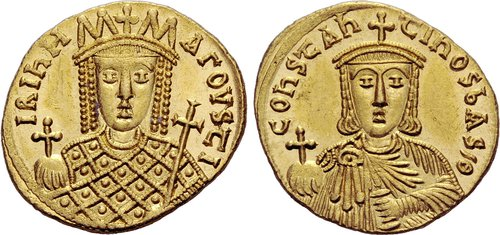
Soldo de Irene de Atenas e r.

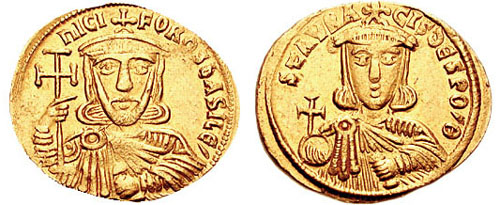
Soldo de r. e Estaurácio r.

No entanto, o possivelmente primeiro comandante do tagma, Estratégio Podopáguro, estava entre os líderes de um complô falho contra a vida de Constantino V em 766, que seria executado após a descoberta do plano. Pelos anos 780, contudo, após anos do favor imperial e vitórias militares sob Constantino V e seu filho Leão IV, o Cazar (r. 775–780), os tagmas tornaram-se firmes aderentes da causa iconoclasta. Dentro de menos de 2 meses após a morte de Leão V em 780, a imperatriz regente pró-iconodulia Irene de Atenas frustou uma tentativa liderada pelo doméstico dos excubitores para colocar no trono o segundo filho exilado de Constantino V, Nicéforo, e em 786, Irene foi forçada a desarmá-los e exilar c. 1 500 soldados tagmáticos devido a resistência deles para a restauração dos ícones.
Os domésticos eram originalmente de patente muito inferior a do conde (simples espatários), mas, gradativamente, foram ganhando importância: enquanto no Taktikon Uspensky, de c. de 842, o doméstico era classificado como inferior aos estrategos dos temas, no Cletorológio, de 899, o doméstico é já aparece como mais importante do que os estrategos dos temas europeus e do eparca de Constantinopla. Ao mesmo tempo, a sua classificação elevou-se para além da dos protoespatários e patrícios. Eles participaram na desastrosa campanha em Plisca em 811, quando o exército bizantino foi perseguido pelo imperador Crum da Bulgária (r. 803–814); o doméstico dos excubitores caiu no campo de batalha ao lado de outros generais seniores, incluindo o imperador Nicéforo I, o Logóteta (r. 802–811).
O mais proeminente doméstico dos excubitores do período foi Miguel II, o Amoriano (r. 820–829), cujos aliados derrubaram o imperador Leão V, o Armênio (r. 813–820) e elevaram-no ao trono. Na segunda metade do século X, provavelmente durante o reinado de Romano II (r. 959–963), o regimento, bem como o tagma sênior das escolas, foi dividido em duas unidades, uma para o ocidente e outra para o oriente, cada qual chefiada por seu doméstico. Em 1030, sob a liderança de Romano III Argiro (r. 1028–1034), os excubitores participaram duma fracassada campanha contra o Emirado de Alepo de Xible Adaulá Nácer (r. 1029–1038).
Como aconteceu com a maioria dos tagmas, o regimento não sobreviveu às grandes convulsões do final do século XI, quando invasões estrangeiras e constantes guerras civis destruíram grande parte do exército bizantino. A última menção aos excubitores aparece na A Alexíada, de Ana Comnena, onde são mencionados como participantes da batalha de Dirráquio contra os normandos de Roberto Guiscardo em 1081, sob o comando de Constantino Opos.

## Estrutura

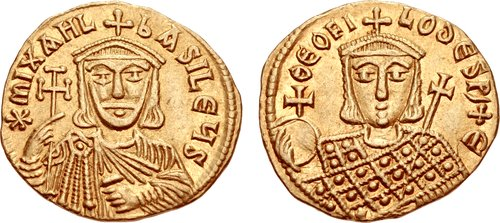
Soldo de r. e seu filho Teófilo

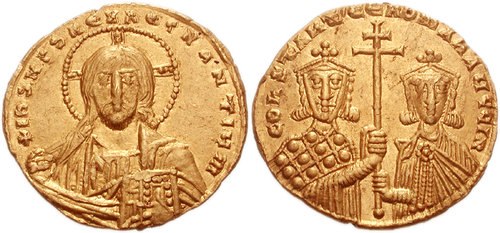
Soldo de r. e Romano II r.

A estrutura interna do regimento dos excubitores originais é desconhecido. Sabe-se que era uma unidade de cavalaria e que contava com oficiais chamados escrivães (scribones; sing. skribōn). O historiador Warren Treadgold especula que eles cumpriam um papel semelhante ao dos decuriões da cavalaria regular, comandando unidades de 30 homens cada, mas J. B. Bury sugeriu que os escrivães, embora associados aos excubitores, formavam uma unidade distinta.
Mais tarde, como um tagma, o regimento (frequentemente chamado coletivamente de τὸ ἐξκούβιτον ou τὰ ἐξκούβιτα) foi estruturado segundo as diretivas padronizadas seguidas pelos demais tagmas, com algumas variações. O doméstico era auxiliado por um topoterita (em grego: τοποτηρητής; romaniz.: topoteretes; literalmente "tenente" ou "guardador do lugar") e um cartulário (em grego: χαρτουλάριος; romaniz.: chartoularios; "secretário"). Cada regimento se dividia em pelo menos 18 bandos, provavelmente cada qual comandada por um escrivão (em grego: σκρίβων; romaniz.: skribōn).
Cada um destes bandos era dividido em subunidades chefiadas por um draconário (em grego: δρακονάριος; romaniz.: drakonários, derivado do draconarius romano tardio), e incluía três tipos de porta-estandartes que atuavam como oficiais subalternos: os escevóforos (em grego: σκευοφόροι; romaniz.: skeuophoroi, "portadores de estandartes"), os signóforos (em grego: σιγνοφόροι; romaniz.: signophoroi, derivado da patente romana de signífero) e sinadores (em grego: σινάτορες; romaniz.: sinatores, derivado da patente romana de senator). Havia também os mensageiros comuns, chamados mandadores (em grego: μανδάτορες), sob o comando de um protomandador, alguns dos quais foram chamados legatários (em grego: λεγατάριοι; romaniz.: legatarioi).
Não é possível determinar com precisão o tamanho do tagma dos excubitores e suas subdivisões. Como acontece com os demais tagmas, os estudiosos têm opiniões diferentes quando à sua dimensão numérica. Com base nas listas de oficiais e relatos dos geógrafos árabes ibne Cordadebe e Cudama ibne Jafar, o historiador Treadgold estima uma força de cerca de 4 000 homens para os tagmas normais e 6 000 no caso das escolas e dos excubitores, com a divisão dos regimentos em meados do século X. Outros estudiosos, entre os quais John Haldon, revisaram as estimativas para cerca de 1 000 homens para cada tagma.